# Mitralisklep

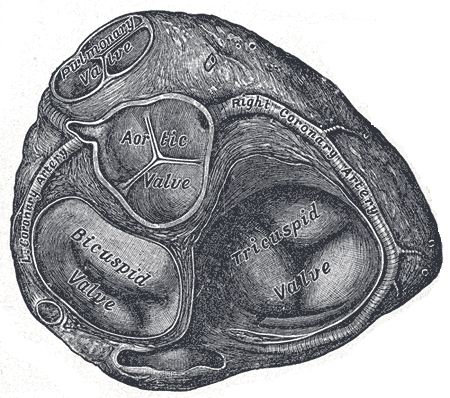
Aanzicht van enkele hartkleppen

Bewegingen van de hartkleppen in een 4D-echo-opname via de apex. Een deel van de klep in de rechterkamer is virtueel verwijderd.

De mitralisklep, mitraalklep of tweeslippige klep is de hartklep tussen linkerboezem en linkerkamer, een van de twee atrioventriculaire kleppen. De klep sluit tijdens de systole om te voorkomen dat het bloed terug gepompt wordt naar de longaders.
De klep bestaat uit twee klepbladen of slippen, het voorste blad en het achterste blad, die samen 4 tot 6 cm² beslaan. Aan de randen van de bladen zitten peesdraden, chordae tendineae, gehecht aan de papillaire spieren, die deel uitmaken van het spierweefsel van de linkerkamer. Daardoor kan een intacte mitralisklep tijdens de systole niet doorslaan, met mitralisinsufficiëntie als gevolg.
De druk in de linkerkamer daalt na de systole snel doordat het spierweefsel verslapt. De linkerkamer zuigt hierna actief bloed aan, waardoor de mitralisklep open gaat en er bloed van de linkerboezem naar de linkerkamer stroomt. Tijdens deze eerste fase stroomt ongeveer 70 tot 80% van het bloed de kamer binnen. Hierna vult de kamer zich langzamer, maar zorgt de activiteit van de boezem vlak voor de systole nog voor extra vulling.
Het sluiten van de mitralisklep is met de stethoscoop te horen als de eerste harttoon. Het openen van de kleppen of het stromen van het bloed zijn in een gezond hart niet te horen.